# Post & Telecommunication Hub
Il Post & Telecommunication Hub (in cinese: 广东电信广场), noto anche come Guangdong Telecom Plaza, è un grattacielo di Canton, città cinese della provincia di Guangdong. La sua costruzione è stata avviata nel 1997, per essere poi ultimata nel corso del 2003. L'edificio è alto 260 metri e comprende 68 piani (più 6 ulteriori piani sotterranei).